# Team Batista no eiko
Team Batista no Eiko (チーム·バチスタの栄光 The Glorious Team Batista) è una pellicola cinematografica uscita nel 2008 tratto dal romanzo omonimo e best seller scritto da Takeru Kaido; seguito poi da un dorama stagionale autunnale in 11 puntate di Fuji TV mandato in onda alla fine del 2008.
La storia ruota attorno ad un team di medici noti per la loro bravura nell'eseguire un tipo specifico d'intervento chirurgico al cuore: però dopo una serie d'operazioni fallite che hanno causato la morte del paziente viene avviata un'indagine interna all'ospedale dove operano insieme, guidata da un medico (Taguchi) e da un funzionario del governo.
Nel romanzo originale il protagonista risulta essere proprio Taguchi; tuttavia nell'adattamento cinematografico il personaggio viene sostituito con una giovane donna (nel dorama invece torna ad essere un uomo).

## Trama
Sono sette, tra medici ed infermieri, gli appartenenti al gruppo conosciuto come "Team Batista": essi rappresentano il massimo orgoglio per il Tojo University Hospital. Questo team medico è specializzato nell'eseguire un importante quanto difficile intervento chirurgico a cuore aperto nota come procedura batista.
Normalmente questa risulta avere un tasso di successo del 60%, ma la squadra è riuscita ad inanellare ben 26 interventi chirurgici perfettamente riusciti di fila. Tuttavia, purtroppo, la serie positiva s'è bruscamente interrotta con tre interventi consecutivi finiti con la morte del paziente.
Di conseguenza viene avviata un'indagine interna per stabilir le cause di questi improvvisi fallimenti: il quarantenne dottor Kohei viene incaricato di scoprire la verità che si cela dietro a questi presunti incidenti del tutto inspiegabili. Tale valutazione è però immediatamente respinta da Keisuke, un investigatore che lavora per il ministero della salute, lavoro e welfare. 
Le indagini classificate come errori portano l'inchiesta a basarsi invece sul fatto che le morti sono state in realtà omicidi. 

## Cast del film
- Yūko Takeuchi – Kōhei Taguchi
- Hiroshi Abe (attore) – Keisuke Shiratori
- Koji Kikkawa – Kyoichi Kiryu
- Hiroyuki Ikeuchi – Ryo Narumi
- Tetsuji Tamayama – Toshiki Sakai
- Haruka Igawa – Naomi Otomo
- Hiromasa Taguchi – Takayuki Haba
- Naoki Tanaka – Kōichirō Himuro
- Shirō Sano – Yuji Kakiya
- Yoko Nogiwa – Makoto Fujiwara
- Sei Hiraizumi – Seiichiro Kurosaki
- Jun Kunimura – Gonta Takashina

## Cast del dorama
- Atsushi Itō – Kōhei Taguchi
- Toru Nakamura – Keisuke Shiratori
- Tsuyoshi Ihara – Kyoichi Kiryu
- Daisuke Miyagawa – Ryo Narumi
- Hiroki Suzuki – Toshiki Sakai
- Yumiko Shaku – Naomi Otomo
- Masahiro Toda – Takayuki Haba
- Yū Shirota – Kōichirō Himuro
- Shingo Tsurumi – Yūji Kakitani
- David Itō - Ryuji
- Yuko Natori – Makoto Fujiwara
- Ryuzo Hayashi – Kenta Takashina
- Kim Ji Sun – Kanako Miyahara
- Takaaki Enoki – Ichirō Kurosaki
- Chika Uemura – Kyoko Hoshino
- Akio Yokoyama – Shuzo Taguchi
- Risa Saiki – Midori Taguchi
- Mikeo Ishii – Akane Taguchi
- Kaoru Okunuki – Kishikawa Marie
- Hoka Kinoshita – Tamotsu Kishikawa

## Episodi
1. Puzzle ~Medical malpractice? Murder?!~
2. Rumour ~Active Phase (Active Investigation) vs Passive Phase (Passive Investigation)~
3. Bond ~Anesthesiologist's confession~
4. Gaze ~Elite's pride and weakness~
5. Love ~With a criminal's motive~
6. Absolute crime in the operating room... You are the perpetrator
7. Real criminal appears ~Wrong deduction... the real criminal appears!~
8. Quivering scalpel ~Rifts between brother-in-laws... Abnormal occurrence during the operation!~
9. False alibi and fatal mistake
10. Final puzzle solving...This is the medical trick!
11. Absolute crime in only 3 seconds!!The most dangerous operation starts right now